# Asedio de Varsovia (1794)
El asedio de Varsovia de 1794 fue un asedio conjunto ruso y prusiano realizado contra Varsovia, capital de la República de las Dos Naciones, durante la insurrección de Kościuszko en el verano de 1794. Terminó con la victoria polaca cuando, después de un asedio de dos meses, el ejército combinado puso fin al asedio y se retiró de Varsovia.

## Antecedentes
Varsovia, la capital de la Mancomunidad de Polonia-Lituania, fue una de las áreas estratégicas clave para todas las partes en el levantamiento de Kościuszko. Asegurada por los polacos luego del levantamiento de Varsovia en abril, fue amenazado por las fuerzas del Imperio ruso y el Reino de Prusia. El líder del Levantamiento, Tadeusz Kościuszko, reunió sus fuerzas para defender Varsovia, y retraso el asedio tras la batalla de Raszyn, alrededor del 7 al 11 de julio.

## Fuerzas enfrentadas
Con la batalla de Raszyn, Kościuszko pudo ganar algo de tiempo para terminar de prepararse para el próximo asedio, dividiendo sus fuerzas en el ejército de campo (23 000), la guarnición (3000) y la milicia de la ciudad (18 000). Otra estimación le dio 35 000 hombres y 200 cañones. El ejército de campo tenía una línea de fortificaciones y trincheras preparadas fuera de las murallas, y las fortificaciones principales se encontraban en la ciudad.
Las fuerzas de asedio fueron comandadas por el rey Federico Guillermo II de Prusia, cuyo ejército contaba con unos 25 000 hombres y 179 cañones, apoyado por un ejército ruso de aproximadamente 65 000 hombres y 74 cañones bajo el mando de Johann Hermann von Fersen. Otra estimación del tamaño del ejército atacante da a los prusiano 30 000 hombres y a los rusos 13 000.

## Asedio
Los atacantes decidieron retrasar su asalto, esperando a la artillería pesada. Lanzaron su primer ataque el 27 de julio en dirección a Wola, pero fueron rechazados por una división bajo el mando del príncipe Józef Antoni Poniatowski. Para aliviar la presión del asedio, Kościuszko ordenó el levantamiento en la Gran Polonia, que logró interrumpir el ataque de las fuerzas prusianas. Kościuszko se volvió más radical en su influencia política, al respaldar a los jacobinos polacos para obtener un apoyo más popular. El segundo asalto de los ejércitos prusianos y rusos del 26 al 28 de agosto también fue derrotado, y con la propagación de los disturbios en la Gran Polonia, Federico Guillermo II ordenó a sus fuerzas que pusieran fin al asedio y se retiraran. Los prusianos se retirarían al río Bzura, mientras que los rusos, bajo von Fersen, acamparían cerca de la región sur del río Pilica.
La victoria polaca en Varsovia es vista como uno de los mayores logros de Kościuszko, y una de las dos mayores victorias polacas durante el levantamiento, después del éxito inicial en la insurrección de la Gran Polonia, inspirada por el asedio.

## Secuelas
A pesar de esta victoria, el levantamiento pronto terminaría con la derrota de Kościuszko en la batalla de Maciejowice en octubre, seguida de la toma sangrienta de Varsovia en noviembre.